# Abraham-Lincoln-Straße 12 (Weimar)

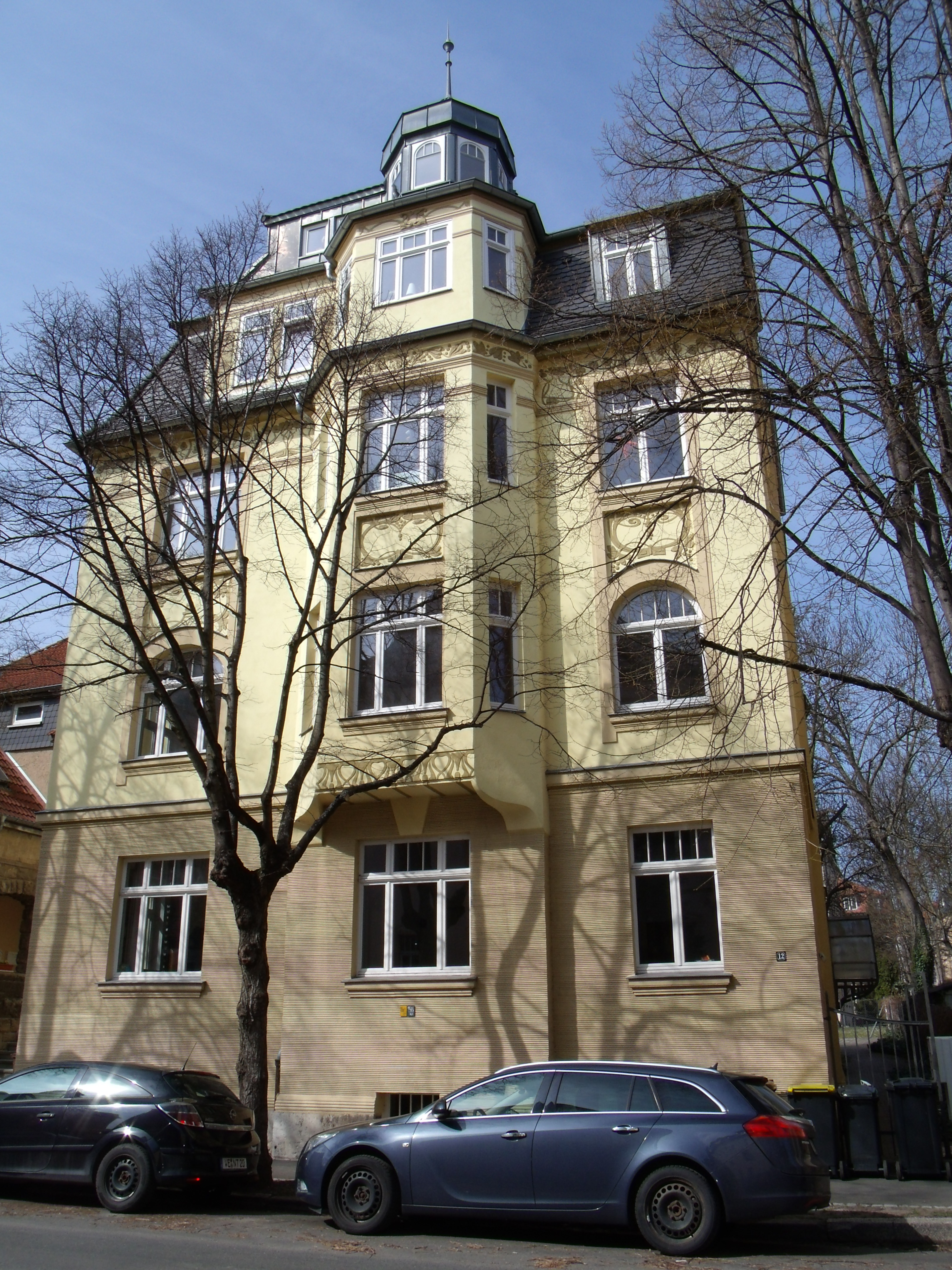
Abraham-Lincoln-Straße 12

Das Haus Abraham-Lincoln-Straße 12 in der Westvorstadt von Weimar ist ein mehrgeschossiges Wohnhaus im Jugendstil. Zur Erbauungszeit hieß diese Straße Gartenstraße.

## Geschichte
Das dreigeschossige Mietshaus wurde 1904/05 im Auftrag des Maurermeisters Götze nach einem Entwurf von Rudolf Zapfe errichtet. Es steht traufständig in der Flucht der Abraham-Lincoln-Straße und verfügt über ein teils zweigeschossig ausgebautes Mansarddach. Der Mauerwerksbau ist vollständig unterkellert. 
Die Fassade ist im Erdgeschoss mit einem Kammzugmuster im Putz versehen. Es hebt sich so gestalterisch von den glatt verputzten Obergeschossen ab. Die dreiachsige Straßenfassade weist in der mittleren Achse einen Erker auf, der von einem achteckigen Turmaufsatz mit Turmkugel mit Spitze bekrönt wird. Traufe, Erker und Brüstungsfelder sind mit Friesen mit verschiedenartigen floralen Motiven verziert. Der zweiflügelige Eingang befindet sich an der Ostseite des Hauses. Er ist aus der Erbauungszeit, wie auch deutlich an der rankenartigen Umrahmung gesehen werden kann. Auch der Metallgitterzaun weist in seiner Gestaltung auf den Jugendstil.
In dem Haus wohnte zeitweise der Krankenpflegestudent Ulrich Jadke, der als einer der sogenannten „Sprüher von Weimar“ in die Stadtgeschichte einging. Er wurde am 10. Oktober 1983 ebenso wie Holm Kirsten, Jörn Luther und Thomas Onißeit von der Staatssicherheit verhaftet und zu sechs Monaten Haft verurteilt. Die Gruppe hatte politische Graffiti mit Parolen wie „Wehr dich“, „Schlag zurück“ und „Macht aus dem Staat Gurkensalat“ an Hausfassaden in Weimar angebracht – kurz vor dem Nationalfeiertag der DDR im Oktober 1983. Jadke verbüßte seine Haftstrafe im Stasi-Gefängnis Andreasstraße in Erfurt.